# 모르몬 원리주의
모르몬 원리주의(mormon fundamentalism) 또는 모르몬 근본주의는 예수 그리스도 후기성도 교회가 19세기에 주장하였던 일부다처제 등을 고수하는 근본주의적 기독교 종파이다. 현재의 예수 그리스도 후기성도 교회는 이들의 일부다처제를 인정하지 않는다. 미국에서 일부다처제는 인정되지 않고 있다. 모르몬교에서는 이들을 모르몬교도라고 부르는 것에 반대한다.
흔히들 모르몬교라 불리는 예수 그리스도 후기 성도 교회에서는 위와 같은 단어를 쓰는 것을 지양하는데, 현재 근본주의 모르몬교로 언론에서 흔히 언급되는 FLDS는 이 교회와 관련이 없으며 현재 예수 그리스도 후기 성도 교회는 일부다처제를 시행하는 것을 반대하고 있기 때문이다. 또한 약5천명 정도로 추산되는 FLDS는 미국서부 주경계지역에서 은둔생활하고 있고, 법적으로 등록된 지워도 없으며, 예수 그리스도 후기성도 교회와는 구성원과 조직과 교리 체계가 다르고 여하한 교류나 인정받는 바도 전혀 없기 때문이다.

## 같이 보기
- 일부다처제
- 예수 그리스도 후기성도 교회
- 원리주의 예수 그리스도 후기성도 교회